# Chassé Theater
Het Chassé Theater is een groot theater in de binnenstad van Breda, naast de oude Kloosterkazerne.

## Beschrijving
Het theater is vernoemd naar de legerofficier David Hendrik Chassé. Het is gehuisvest in een modern gebouw met een opvallend golvend dak naar een ontwerp van Herman Hertzberger, dat uit 1995 dateert. Het theater bestaat uit drie theaterzalen, drie filmzalen en drie restaurants. Het theater ontvangt jaarlijks zo'n 400.000 bezoekers. De voorloper van het Chassé Theater was de Stadsschouwburg Concordia.

## Theaterzalen
Het Chassé Theater heeft de volgende theaterzalen:
- Grote zaal (1430 plaatsen)
- Middenzaal (670 plaatsen)
- Kleine zaal (240 plaatsen)

## Filmzalen
Chassé Cinema is onderdeel van het Chassé Theater met vier filmzalen:
- cinemazaal 1 (117 plaatsen)
- cinemazaal 2 (68 plaatsen)
- cinemazaal 3 (118 stoelen)
- cinemazaal 4 Kliene zaal (240 stoelen)

## Programma
Het Chassé Theater biedt toneel, opera, dans, muziek, musical, cabaret en film in al hun verschijningsvormen.

## Kunstcollectie
Chassé beschikt over een XXL-kunstcollectie. Samen met Blind Walls Gallery zijn er drie grote muurschilderingen en een wandvullende portrettengalerij gerealiseerd. Kunstenaars Jan van der Ploeg, Guido de Boer en Jeroen Erosie maakten deze muurschilderingen op drie locaties in het theater. 

## Architectuur
"Als er een gebouw moest worden uitgekozen dat bepalend is voor de 20e-eeuwse architectuur dan moet zonder meer en zonder dralen het Chassé Theater worden uitgekozen." Dit schreef de Volkskrant naar aanleiding van het door professor Herman Hertzberger ontworpen Chassé Theater in Breda.
Uitgangspunt van Hertzbergers ontwerp is het beeld van de Italiaanse kunstenaar Giacometti met de titel De slapende vrouw die droomt uit 1927. Daarom bevat het gebouw veel ronde en golvende vormen, zowel aan de binnen- als aan de buitenkant. Het meest in het oog springende element is het golvende dak. Hertzberger kreeg de opdracht om de twee grootste theaterzalen uit te rusten met een toneeltoren. Om te voorkomen dat het Bredase stadsgezicht bedorven zou worden door twee betonnen torens, koos hij er voor het geheel te overdekken met een golvend dak, een vondst die door velen als geniaal beschouwd wordt.
Direct na de opening in 1995 spoedden architectuurcritici uit binnen- en buitenland zich naar Breda om het gebouw te bekijken. Het internationaal architectuurvakblad Domus sprak van "een magisch besef van ruimte". Het architectuurjaarboek 1995/1996 plaatste het pand op de omslag en roemde de revolutionaire weg die de architect is ingeslagen: "Hertzberger toont bevrijding en ruimte in het Chassé Theater".